# Scooby Doo i upiorny strach na wróble
Scooby Doo i upiorny strach na wróble (ang. Scooby-Doo! and the Spooky Scarecrow) – amerykański film animowany z 2013 roku zrealizowany przez wytwórnię Warner Bros. Animation, bazowany na podstawie seriali animowanych Scooby Doo.
Premiera filmu została wydana 10 września 2013 w Stanach Zjednoczonych na DVD. W Polsce film odbył się 10 stycznia 2015 w HBO.

## Fabuła
Scooby Doo oraz jego przyjaciele – Kudłaty, Fred, Daphne i Velma przyjeżdżają do cichego miasteczka, które przygotowuje się do świętowania dożynek. Tymczasem impreza dożynkowa zostaje przerwana przez upiornego stracha na wróble, który zaczyna atakować miasto. Po raz kolejny Scooby Doo i Brygada Detektywów muszą rozwiązać zagadkę, a także ocalić rolnicze miasteczko przed niszczycielską siłą.

## Obsada
- Frank Welker –
  - Scooby Doo,
  - Fred Jones
- Matthew Lillard – Kudłaty Rogers
- Mindy Cohn – Velma Dinkley
- Grey DeLisle – Daphne Blake
- Kelly Hu – Maizy
- Steven Blum – Abner
- Josh Keaton – Levi
- Wendy Malick – szeryf Kern
- Gary Anthony Williams – burmistrz Husk
- Jeff Bennett –
  - Jake,
  - pan Bumpy